# Aeolochroma defasciata
Aeolochroma defasciata är en fjärilsart som beskrevs av Louis Beethoven Prout 1916. Aeolochroma defasciata ingår i släktet Aeolochroma och familjen mätare. Inga underarter finns listade i Catalogue of Life.